# Мильно
Мильно (укр. Мильне) — село в Залозецкой поселковой общине Тернопольского района Тернопольской области Украины.
Код КОАТУУ — 6122685701. Население по переписи 2001 года составляло 898 человек.
До 2020 года входило в Зборовский район.

## Географическое положение
Село Мильно находится на берегу реки Гук,
ниже по течению на расстоянии в 0,5 км расположено село Блих.

## История
- 1717 год — дата основания.

## Объекты социальной сферы
- Школа.
- Дом культуры.
- Фельдшерско-акушерский пункт.

## Достопримечательности
- Братская могила советских воинов.